# Tabuado
Tabuado ist eine Gemeinde (Freguesia) im portugiesischen Kreis Marco de Canaveses. In ihr leben 1336 Einwohner (Stand 19. April 2021).